# Centrolene balionotum
Centrolene balionotum är en groddjursart som först beskrevs av William Edward Duellman 1981.  Centrolene balionotum ingår i släktet Centrolene och familjen glasgrodor. IUCN kategoriserar arten globalt som sårbar. Inga underarter finns listade i Catalogue of Life.